# Helan och Halvan i skräckens hus
Helan och Halvan i skräckens hus (engelska: Oliver the Eighth) är en amerikansk komedifilm med Helan och Halvan från 1934 regisserad av Lloyd French.

## Handling
Helan och Halvan jobbar som frisörer. En dag läser Halvan om en kontaktannons i tidningen om en änka som söker en man. Helan svarar på annonsen och åker till änkans hus och Halvan följer med. Änkan visar sig vara en galning som redan mördat sju män vid namn Oliver.

## Om filmen
När filmen hade Sverigepremiär gick den under titeln Helan och Halvan i skräckens hus. En alternativ titel är Med Helan och Halvan på friarstråt.
När filmen visades i Storbritannien gick den under titeln The Private Life of Oliver the Eighth.
Från början var det tänkt att skådespelerskan Phyllis Barry skulle ha spelat änkan, men rollen gick till slut till Mae Busch.
Ursprungligen spelades några scener med Charlie Hall in. Dessa scener togs bort i den färdiga filmen.
Filmen är en delvis remake av duons tidigare kortfilm Arvingar sökes från 1930. En liten detalj i denna återanvändes i duons senare film Dundergubbar som utkom 1944 och är en av de filmer som Helan och Halvan gjorde utan Hal Roach som producent.

## Rollista
- Stan Laurel – Stan (Halvan)
- Oliver Hardy – Ollie (Helan)
- Mae Busch – änkan
- Jack Barty – betjänten[1]